# Rebelião tuaregue (1990–1995)
A rebelião tuaregue de 1990 a 1996 foi uma revolta dos tuaregues, que buscavam autonomia ou a criação de seu próprio país, ocorrida no Mali e no Níger ao mesmo tempo. A rebelião aconteceu após uma fome feroz que afetou a região durante a década de oitenta em conjunto com uma forte repressão e crises políticas nos dois países, que também levaram a uma crise de refugiados.
No Mali, a rebelião começou em 1990, quando tropas do governo atacaram Gao, a repressão militar foi sangrenta. Uma das reivindicações mencionadas era a incapacidade dos soldados tuaregues terem acesso a posições mais altas no exército. O conflito diminuiu após Alpha Oumar Konaré formar um novo governo e fazer reparações em 1992. Além disso, o Mali criou uma nova região autônoma, a região de Quidal, e uma maior integração da sociedade tuaregue do Mali.
Em 1994, uma força de tuaregues treinados e armados pela Líbia atacaram Gao o que levou a terríveis represálias do exército contra esta etnia, reativando a guerra civil; o governo como parte de seu esforço de guerra cria a milícia songai Ganda Koi. A guerra finalmente terminou em 1996, quando foram queimadas simbolicamente 3000  armas em Tombuctu pondo fim ao conflito.
No Níger, os confrontos ocorreram em Aïr desde 1990, a cidade de Agadez, um centro turístico, Arlit, uma cidade de mineração de urânio do qual é extraído, e In-Gall, centro de comércio regional histórico, foram fortemente guarnecidos por soldados e os estrangeiros foram evacuados. Os ataques foram poucos, a resposta não foi eficaz, mas um grande prejuízo econômico ocorreu. Os dois principais grupos rebeldes tuaregues assinaram uma trégua em 1994 e iniciaram negociações, embora ambos os grupos começaram a confrontar-se em 1995, quando morreu em um acidente suspeito um líder rebelde, a guerra reiniciou-se.
Finalmente, o governo chegou a um acordo de paz negociado em Ouagadougou em 15 de abril de 1995, com todos os rebeldes tuaregues (e alguns tubus). A maior parte dos combates terminaram, embora os últimos grupos rebeldes foram desmobilizados em 1998. O governo concordou em absorver alguns dos antigos rebeldes nas forças armadas e, com a ajuda francesa, ajudar os outros a regressarem à vida civil produtiva. Houve controvérsia sobre os conflitos políticos pela integração dos tuaregues, em termos da vida econômica os tuaregues alcançaram a reconstrução aderindo ao comércio, mineração e turismo.

## Grupos rebeldes
| Organização | Forças                 | Nota |
| ----------- | ---------------------- | --- |
| Mali        | 12.000 rebeldes (1996) | 2.500 mortos (1990-1996). |
| MFUA        | 7.000 (1995)           | Grupo fundado pela união entre o FIAA e o MPLA entre 1991-1992 pelos acordos de Tamanrasset. Os acordos de paz de 1992 e 1995 alcançou a desmobilização de seus membros. |
| FIAA        | -                      | Liderado por Zahabi Ould Sidi Mohamed, criado em 1990. |
| MPLA ou MPA | 7.000-8.000 (1992)     | Criado em 1988 na Líbia. |
| ARLA        | -                      | Em 1991 se uniu ao MFUA. |
| PLFA        | -                      | Se uniu ao MFUA. |
| FLNA        | -                      | - |
| AGT         | -                      | - |
| FULA        | -                      | - |
| MPGK        | -                      | Fundado en 1994. |
| Niger       | 4.000 rebeldes (1995)  | 1.000 (1990-1997) |
| FLAA        | -                      | - |
| FLT         | -                      | Dirigido por Mano Dayak, que faleceu em 1995 em um estranho acidente de avião quando iria negociar com o governo, sua morte provocou o reinício do conflito.             |